# Tromsøya
Tromsøya (Isola di Tromsø, in sami Romssasuolu) è un'isola della Norvegia settentrionale situata tra il Balsfjorden a sud e il Grøtsundet a nord, nel braccio di mare che separa la terraferma dall'isola di Kvaløya nel comune di Tromsø.

## Geografia
Tromsøya si trova tra il Balsfjorden a sud e il Grøtsundet a nord, e ne separa le acque formando il Tromsøysundet, sul lato della terraferma, e il Sandnessundet, sul lato di Kvaløya.
L'isola misura 10,5 km di lunghezza, 3,3 km di larghezza massima al centro, per una superficie di 22,97 km². L'altezza massima è di 160 m s.l.m. Sull'isola vivono circa 36.000 abitanti.
Il centro cittadino si trova nella parte orientale dell'isola mentre l'aeroporto è sulla parte occidentale. L'isola è collegata alla terraferma tramite un ponte e un tunnel sottomarino, un ponte la collega a ovest con l'isola di Kvaløya. Entrambe le università di Tromsø e il museo cittadino si trovano sul lato orientale dell'isola.
Nella parte settentrionale dell'isola si trova l'area di Prestvannet, un'area verde dove nidificano numerose specie di uccelli.